# Kārlis Vērdiņš
Kārlis Vērdiņš (né le 28 juillet 1979 à Riga) est un poète letton.

## Biographie
Diplômé de l'École secondaire no 4 de Jelgava (1997), titulaire d'une licence (2002) et d'un master de l'Académie de Culture de Lettonie ( Latvijas Kultūras akadēmijā), docteur ès philologie de l'Université de Lettonie (2009).
Publie de la poésie depuis 1997. De 1999 à 2003, rédacteur de la nouvelle revue littéraire Luna. De 2001 à 2009, travaille auprès des éditions Valērijs Belokoņs à la rédaction de l'Encyclopédie lettone (Latvijas Enciklopēdija). Depuis 2007, travaille comme chercheur auprès de l'Institut de Littérature, de folklore et d'art de l'Université de Lettonie. Depuis 2010, membre de la rédaction de la revue littéraire Latvju Teksti.
Kārlis Vērdiņš  publie régulièrement des articles sur la littérature et des critiques. Il est notamment l'auteur de la préface d'une anthologie de poésie lettone en langue lituanienne Pavasaris būs kā vienmēr (2012).
Il collabore avec des compositeurs et musiciens lettons et notamment Ēriks Ešenvalds, Andris Dzenītis, Līga Celma, Intars Busulis, Kārlis Lācis, et le groupe Sigma.

### Poésie
- Ledlauži. Rīga: Nordik, 2001; Rīga: Mansards, 2009.
- Biezpiens ar krējumu. Rīga: Atēna, 2004.
- Burtiņu zupa. Rīga: Liels un mazs, 2007.
- Es. Rīga: Neputns, 2008.
- Mēs: kopotā dzeja. Rīga: Mansards, 2012.
- Pieaugušie. Rīga: Neputns, 2015.
- Gatavā dzeja. Rīga: Neputns, 2020.
- Lībiešu balādes / Līvõd balādõd.. Rīga: Neputns, 2023.

### Poésie en traduction
Recueils traduits
- Титры ("Titri", en letton et en russe, traduit par A. Zapoļs u.c.). Moscou/Tver : Argo-Risk/Kolonna, 2003.
- Niosłem ci kanapeczkę (Vedu tev siermaizīti, en polonais, traduit par Jacek Dehnel). Wrocław: Biuro Literacke, 2009.
- Ja ("Es", en tchèque, traduit par P. Štolls). Prague: Dauphin, 2013.
- Come to Me (en anglais, traduit par  I. Lešinska). Todmorden: Arc Publications, 2015.
- Adultes (en français, traduit par Nicolas Auzanneau). Lièges, Le Boustrographe, 2023.

Anthologies
- За нас ("Par mums", en letton et en russe, traduit par A. Zapoļs): Kārlis Vērdiņš, Māris Salējs, Marts Pujāts, Pēteris Draguns. Rīga: Orbita, 2009.
- Six Latvian Poets ("Seši latviešu dzejnieki", en letton et en anglais, traduit par A. Zapoļs I.Lešinska): Anna Auziņa, Ingmāra Balode, Agnese Krivade, Marts Pujāts, Māris Salējs, Kārlis Vērdiņš. Todmorden: Arc Publications, 2011.
- Junge Dichtung aus Lettland (en allemand, traduit par K. Grasis). Berlin: hochroth, 2013.

### Recherche
- The Social and Political Dimensions of the Latvian Prose Poem. Edizione Plus - Pisa University Press, 2010.
- Bastarda forma: Latviešu dzejprozas antoloģija. Latviešu dzejprozas vēsture. Rīga: LU LFMI, 2011.
- Ieva E. Kalniņa, Kārlis Vērdiņš (sast.) Mūsdienu literatūras teorijas. Rīga: LU LFMI, 2013.

### Traductions de prose et de poésie
- Dž.T. Līrojs. Sirds ir ļaunprātīgi lokana pret visu. Rīga: Atēna, 2006.
- Konstantins Bībls. Jaunais Ikars. Rīga: Tapals, 2006.
- Terijs Īgltons. Marksisms un literatūras kritika. Rīga: 1/4 Satori, 2008.
- Čārlzs Simičs. Nav gala pasaulei. Rīga: Dienas grāmata, 2013.

### Édition et direction d'ouvrages
- Dzejas diena 2000 (kopā ar Māri Salēju). Rīga: Daugava, 2000.
- Zemgaliešu Biruta. Sārtais skūpsts. Rīga: Pils, 2005.
- Georgs Trākls. Sebastiāns sapnī. Rīga: Jaunā Daugava, 2006.
- Gunars Saliņš. Raksti. 1. sējums. Rīga: Valters un Rapa, 2006.
- Viljams Šekspīrs. Soneti. Rīga: Neputns, 2007.
- Josifs Brodskis. Dzejas izlase. Rīga: Neputns, 2009.
- Linards Tauns. Dzeja. Rīga: Mansards, 2011.
- Volts Vitmens. Zāles stiebri. Rīga: Neputns, 2011.
- Pēteris Zirnītis. Bez komentāriem. Rīga: Mansards, 2014.
- Viljams Batlers Jeitss. Baltie putni. Rīga: Neputns, 2015.